# Grand Prix automobile de Grande-Bretagne 1994
GP précédent GP suivant
Le Grand Prix automobile de Grande-Bretagne 1994 (British Grand Prix), disputé sur le circuit de Silverstone le 10 juillet 1994, est la 556e épreuve du championnat du monde de Formule 1 courue depuis 1950 et la huitième manche du championnat 1994.

## Course

### Déroulement de l'épreuve
L'écart qui sépare Damon Hill en pole position sur la grille de départ de Michael Schumacher est de 3 millièmes de seconde. Derrière eux, Berger précède Alesi, Häkkinen et Barrichello. David Coulthard, qui remplace Mansell, est quant à lui en 7e position.
Pendant le tour de chauffe, Schumacher dépasse Hill par une manœuvre interdite bien que non profitable et n'ayant aucune incidence sur l'issue d'une course. Cette manœuvre jouera un grand rôle sur cette course et même sur la saison. À l'allumage des feux, Coulthard cale et un nouveau départ est donné contraignant le pilote britannique à partir en dernière position. Après le départ, Hill conserve le commandement. Brundle ne fait que quelques mètres et range sa McLaren sur le côté, moteur en feu. Irvine abandonne lui aussi. 
Après le premier virage, le classement est : Hill - Schumacher - Berger - Barrichello - Alesi - Verstappen. Très vite, Hill et Schumacher s'échappent tandis que derrière, on reste groupé. Au 5e tour, Morbidelli et Zanardi abandonnent alors qu'en tête, Schumacher se maintient à moins de 2 secondes de Damon Hill. Les 4 pilotes qui les suivent se tiennent en moins de 6 secondes. Coulthard est revenu en 12e place après quelques tours.
Au 8e tour, le classement nous donne : Hill - Schumacher à 1,2 seconde - Berger à 14,2 secondes - Barrichello à 15,1 secondes - Alesi à 17,4 secondes - Verstappen à 20,3 secondes - Häkkinen à 21 secondes - Katayama à 21,5 secondes. Au 10e tour, Blundell passe Panis et s'empare de la 9e position tandis que le Français est sous la menace de Coulthard qui le passe à son tour quelques virages plus loin.
Au 11e tour, De Cesaris abandonne, puis Eric Comas connaît le même sort à la boucle suivante. Il reste alors 20 voitures en course. En tête, le duo commence à revenir sur les attardés et possède plus de 22 secondes d'avance sur le groupe mené par Berger. Au 14e tour, Damon Hill rentre au stand et laisse la tête à Schumacher. 2 boucles plus tard, l'Allemand s'arrête à son tour alors qu'une pénalité lui est infligée pour départ anticipé. Au cours de cet arrêt, l'Allemand ravitaille sa monoplace et viole donc le règlement (sur les conseils de son écurie). À cet instant, Berger, toujours pas repassé par son stand, est en tête. Michael Schumacher, 2e, a profité de son arrêt décalé pour dépasser Hill. Au 19e tour, la pénalité de stop-and-go est finalement supprimée pour le pilote allemand.
Côté piste, Schumacher est dans les échappements de Berger alors que Hill est à 3 secondes. Au 19e passage, le classement est : Berger - Schumacher à 0,46 seconde - Hill à 2,67 secondes - Barrichello à 4,64 secondes. Peu à peu, Hill se rapproche de Schumacher toujours collé à l'aileron arrière de Gerhart Berger. Au 21e tour, Verstappen rentre au stand et, à la boucle suivante, le drapeau noir est présenté à Schumacher qui, là encore, ne respectera pas la sanction infligée. Dans ce même tour, Schumacher porte une attaque sur Berger et passe la Ferrari. 
Au 26e passage, le classement est donc : Schumacher - Hill - Alesi (toujours pas rentré au stand) - Häkkinen (non rentré lui non plus) - Berger - Barrichello. Une pénalité de 5 secondes est donnée à Schumacher. Au 29e tour, Alesi et Häkkinen rentrent aux stands pour effectuer leur unique arrêt de ce week-end, une stratégie qui semble payante pour les deux hommes.
Les ralentis nous montrent alors très clairement que Schumacher n'a pas brûlé son départ et beaucoup parlent soit d'une décision prise par la F.I.A. pour maintenir de l'intérêt à ce championnat du monde ou tout simplement d'une manière de sanctionner Benetton dont les fabuleux départs suscitent quelques points d'interrogation.
Au 31e passage, la course a perdu beaucoup d'intérêt, tout du moins pour la première place, puisque le classement nous donne : Hill - Schumacher à 20 secondes - Berger à 34 secondes - Barrichello à 38 secondes - Alesi à 45 secondes - Häkkinen à 53 secondes. Au 32e tour Berger abandonne. 
Au 37e tour Hill rentre au stand de même que Schumacher qui est revenu à 15 secondes du pilote anglais. Les deux pilotes ressortent 1er et 2e.
À l'arrivée, Schumacher, 2e, est disqualifié ce qui permet à Alesi de prendre sa place et à Häkkinen de compléter le podium. La FIA ira même plus loin dans la sanction puisque pour non-respect du drapeau noir, Schumacher écopera de deux Grands Prix de suspension.

### Classement de la course

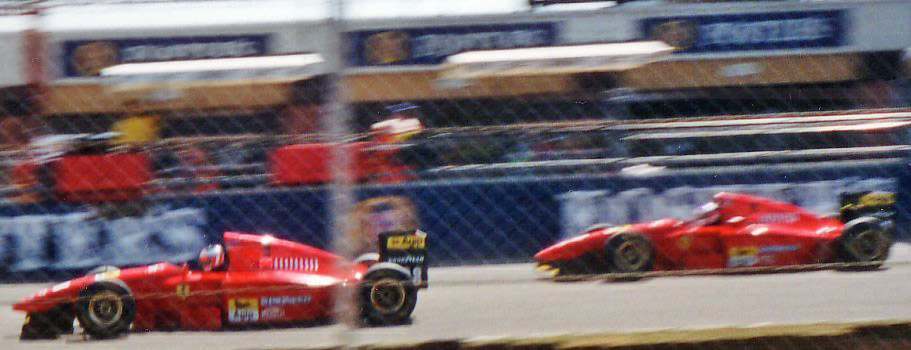
Les Ferrari 412 T1 de Gerhard Berger et Jean Alesi à Silverstone en 1994.

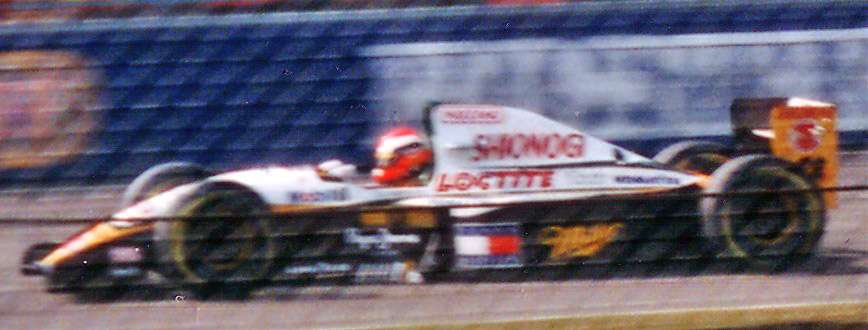
Johnny Herbert sur Lotus à Silverstone en 1994.

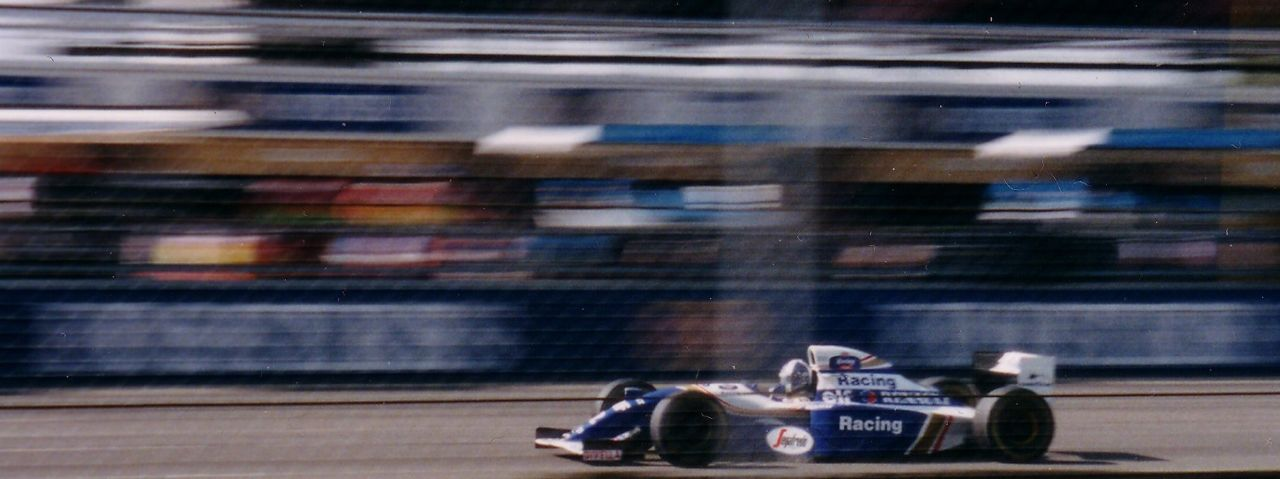
David Coulthard sur Williams à Silverstone en 1994.

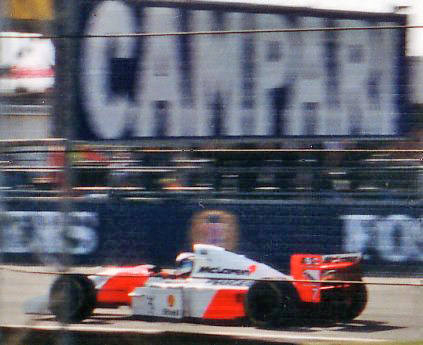
Mika Häkkinen sur McLaren à Silverstone en 1994.

| Pos. | No | Pilote                | Écurie            | Tours | Temps/Abandon                      | Grille | Points |
| ---- | -- | --------------------- | ----------------- | ----- | ---------------------------------- | ------ | ------ |
| 1    | 0  | Damon Hill            | Williams-Renault  | 60    | 1 h 30 min 03 s 640 (202,144 km/h) | 1      | 10     |
| Dsq. | 5  | Michael Schumacher    | Benetton-Ford     | 60    | Disqualifié                        | 2      |        |
| 2    | 27 | Jean Alesi            | Ferrari           | 60    | + 1 min 08 s 128                   | 4      | 6      |
| 3    | 7  | Mika Häkkinen         | McLaren-Peugeot   | 60    | + 1 min 40 s 659                   | 5      | 4      |
| 4    | 14 | Rubens Barrichello    | Jordan-Hart       | 60    | + 1 min 41 s 751                   | 6      | 3      |
| 5    | 2  | David Coulthard       | Williams-Renault  | 59    | + 1 tour                           | 7      | 2      |
| 6    | 3  | Ukyo Katayama         | Tyrrell-Yamaha    | 59    | + 1 tour                           | 8      | 1      |
| 7    | 30 | Heinz-Harald Frentzen | Sauber-Mercedes   | 59    | + 1 tour                           | 13     |        |
| 8    | 6  | Jos Verstappen        | Benetton-Ford     | 59    | + 1 tour                           | 10     |        |
| 9    | 9  | Christian Fittipaldi  | Arrows-Ford       | 58    | + 2 tours                          | 20     |        |
| 10   | 23 | Pierluigi Martini     | Minardi-Ford      | 58    | + 2 tours                          | 14     |        |
| 11   | 12 | Johnny Herbert        | Lotus-Mugen-Honda | 58    | + 2 tours                          | 21     |        |
| 12   | 26 | Olivier Panis         | Ligier-Renault    | 58    | + 2 tours                          | 15     |        |
| 13   | 25 | Éric Bernard          | Ligier-Renault    | 58    | + 2 tours                          | 23     |        |
| 14   | 19 | Olivier Beretta       | Larrousse-Ford    | 58    | + 2 tours                          | 24     |        |
| 15   | 31 | David Brabham         | Simtek-Ford       | 57    | + 3 tours                          | 25     |        |
| 16   | 32 | Jean-Marc Gounon      | Simtek-Ford       | 57    | + 3 tours                          | 26     |        |
| Abd. | 24 | Michele Alboreto      | Minardi-Ford      | 48    | Moteur                             | 17     |        |
| Abd. | 28 | Gerhard Berger        | Ferrari           | 32    | Moteur                             | 3      |        |
| Abd. | 4  | Mark Blundell         | Tyrrell-Yamaha    | 20    | Boîte de vitesses                  | 11     |        |
| Abd. | 20 | Érik Comas            | Larrousse-Ford    | 12    | Moteur                             | 22     |        |
| Abd. | 29 | Andrea De Cesaris     | Sauber-Mercedes   | 11    | Moteur                             | 18     |        |
| Abd. | 10 | Gianni Morbidelli     | Arrows-Ford       | 5     | Pression d'essence                 | 16     |        |
| Abd. | 11 | Alessandro Zanardi    | Lotus-Mugen-Honda | 4     | Moteur                             | 19     |        |
| Abd. | 8  | Martin Brundle        | McLaren-Peugeot   | 0     | Moteur                             | 9      |        |
| Np.  | 15 | Eddie Irvine          | Jordan-Hart       |       | Moteur                             | 12     |        |
| Nq.  | 34 | Bertrand Gachot       | Pacific-Ilmor     |       | Non qualifié                       |        |        |
| Nq.  | 33 | Paul Belmondo         | Pacific-Ilmor     |       | Non qualifié                       |        |        |

## Pole position et record du tour
- Pole position : Damon Hill en 1 min 24 s 960 (vitesse moyenne : 214,280 km/h).
- Meilleur tour en course : Damon Hill en 1 min 27 s 100 au 11e tour (vitesse moyenne : 209,015 km/h).

## Tours en tête
- Damon Hill : 48 (1-14 / 27-60)
- Michael Schumacher : 8 (15-17 / 22-26)
- Gerhard Berger : 4 (18-21)

## Statistiques
- 5e victoire pour Damon Hill.
- 73e victoire pour Williams en tant que constructeur.
- 53e victoire pour Renault en tant que motoriste.